# Росігнол
Росігнол — село на західному березі річки Бербіс у Махайці-Бербісі, Гаяна.
Місто важливе тим, що в ньому є порт Росігнол Стеллінг, який колись був головним пунктом перетину західного берега річки Бербіс. Основні автобусні лінії включають маршрут № 56 з Нью-Амстердама до Росігнола та маршрут № 50 з Росігнола до Джорджтауна. Шосе Східна Демерара буде продовжено до Росігнола. Нью-Амстердам знаходиться на східному березі. Населення складається переважно з людей індійського та африканського походження.
Село Д'Едвард входить в Росігнол. Разом із Зеелустом Росігнол утворює муніципалітет.

## Освіта
Росігнол є три навчальні заклади: дошкільний навчальний заклад під назвою Liberty hall Nursery, початкова школа та середня школа.

## Економіка
Найбільшим роботодавцем у селі є цукровий завод Blairmont Estate, що належить Гаянській цукровій корпорації, на якому у 2016 році працювало 2 210 осіб.
З 1900 по 1972 рік Росігнол був кінцевою станцією залізниці Демерара-Бербіс. У 2009 році на місці колишньої залізниці були зруйновані нетрі.
У 2008 році через річку було побудовано міст Бербіс, понтонний міст завдовжки 1570 метрів. З появою моста в Росігнолі стало тихіше, але прилегле село Д'Едвард, розташоване на південь від моста, у 2009 році стало найшвидше зростаючим місцем у західному Бербісі й тепер утворює з Росігнолі міський район.
У Росігнолі було два кінотеатри — «Атма» та «Рітц» (останній згорів). Щосуботи у селі проходить найбільший одноденний базар у регіоні. Величезне рибне господарство Rosignol Fisheries знаходиться поруч зі стелінгом. У населеному пункті розташовані два банки. Дискотека «Sweet Lips» («Солодкі губки») — центр розваг у розташованому поруч невеличкому селищі.
Ще однією визначною пам'яткою був бар «Голлівуд» (Naggy's), який належав Едварду Барратту. Був також бар «Айріс Чан» (ромовий магазин містера Чана), а в Росігнолі свого часу була єдина заправка на весь Західний Бербіс.